# 迦太基西班牙

戴克里先改革后的伊比利亚半岛行政区划

迦太基西班牙（Hispania Carthaginiensis），简称迦太基（拉丁语：Carthaginensis），是伊比利亚半岛上的罗马行省。  
迦太基西班牙作为283-289年间戴克里先皇帝行政改革的一部分成立，皇帝将原来的塔拉科西班牙（近西班牙）行省一分为三，在其东南部建立迦太基西班牙行省，首府为新迦太基（今卡塔赫纳），属于西班牙管区。巴利阿里群岛原本属于迦太基西班牙行省，之后独立为一个行省。
409年，汪达尔人、苏维汇人、阿兰人入侵并劫掠了西班牙，441年，苏维汇人一度征服了迦太基西班牙，随后被罗马帝国收复，5世纪中期，尤里克统治下的西哥特王国占据了迦太基西班牙。6世纪初，查士丁尼一世派遣的东罗马军队占领了西班牙沿海部分地区，成立西班尼亚行省，其首府可能就是迦太基西班牙的首府新迦太基（改名斯巴达里亚迦太基），622年西哥特王国征服并毁灭了这一城市，7世纪初，该地区及伊比利亚大部都被阿拉伯人征服。